# بلسریتر
بلسریتر (به ژاپنی: ブラスレイター Burasureitā) یک مجموعه تلویزیونی انیمه ۲۴ قسمتی محصول سال ۲۰۰۸ که توسط استودیو گونزو و استودیو چندرسانه‌ای نیتروپلاس تهیه گردیده‌است.
داستان بلسریتر در آلمان رخ می‌دهد، جایی که بشر توسط موجوداتی بیومکانیکی به نام دیمانیاک یا شیطانی گرفتار شده‌اند. با استفاده از خون شیطانی، دیمانیاک‌ها از جسد افراد مرده به وجود می‌آمدند و تبدیل به یک موجود کشنده که تشنه مرگ و نابودی است، می‌شدند. آن‌ها قادر به ترکیب شدن با وسایل الکترونیکی نیز بودند که آن‌ها را خطرناکتر نیز می‌نمود. در این میان شخصی به نام جوزف جبسون کسی بود که به این خون شیطانی آلوده شده بود ولی توانایی کنترل ذهن خود را داشت.